# Gilberto Alves
Gilberto Alves, conegut com a Gil, (24 de desembre de 1950) és un exfutbolista brasiler.

## Selecció del Brasil
Va formar part de l'equip brasiler a la Copa del Món de 1978. Fou jugador del Real Murcia.